# Tallulah Bankhead
Tallulah Bankhead (Huntsville (Alabama), 31 januari 1902 - New York, 12 december 1968) was een Amerikaans actrice. Haar roem had zij vooral te danken aan haar toneelvoorstellingen. Naast haar optredens in toneelproducties verscheen zij ook in films en op televisie.

## Jeugd
Tallulah Bankhead was afkomstig uit een prominente politieke familie. Zij was de tweede dochter van Adelaide (Ada) Eugenia Bankhead - Sledge en William Brockman Bankhead (1874 – 1940). William Bankhead wilde acteur worden, maar daar stak zijn moeder een stokje voor. Hij werd advocaat. Later werd hij verkozen tot lid van het Huis van Afgevaardigden, congresdistrict (Alabama) waarvan hij de 42e voorzitter werd in de periode 1936-1940. Bankhead was een overtuigd democraat. Haar oom, John Hollis Bankhead II was senator namens Alabama. Haar grootvader was de democratische senior senator John Hollis Bankhead (1842-1920); ook hij zetelde namens de staat Alabama. Hij was lid van de vrijmetselaren. John Hollis had op enig moment een meerderheidsbelang in Coca Cola, maar hij verkocht zijn aandelen om te investeren in Cherry Cola. 

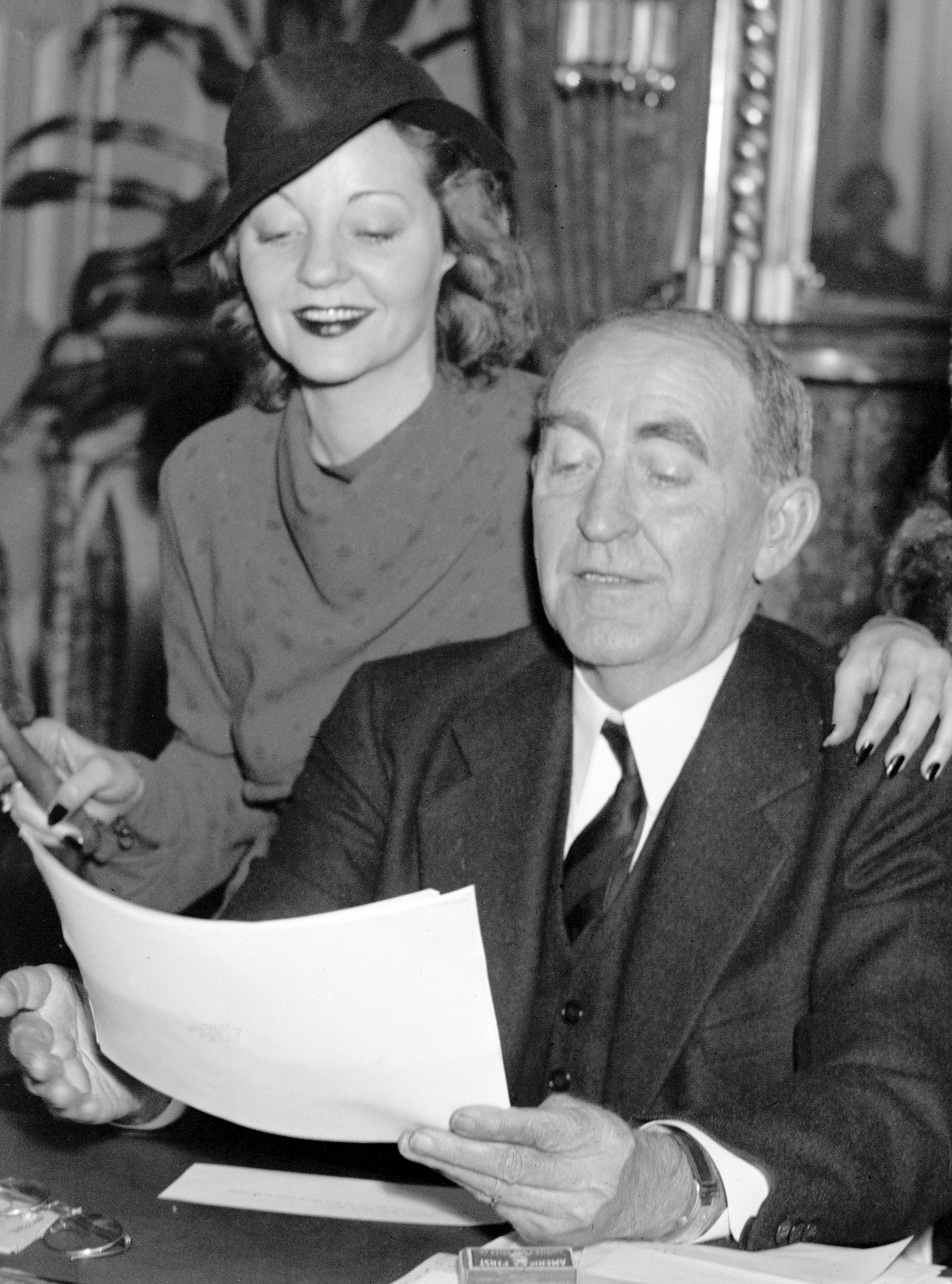
Tallulah en haar vader, William Bankhead

Haar moeder was een ‘Southern belle’, wier grootvader zeer rijk was; hij had een racebaan op zijn plantage. Ze was verloofd met een plantage-houder toen ze op bezoek ging bij een van haar toekomstige bruidsmeisjes in Huntsville Alabama. Daar ontmoette ze William Brockman Bankhead. Drie maanden later trouwden ze.
Tallulah Bankhead werd geboren in de Isaac Shiftman Building. Ze was vernoemd naar haar grootmoeder Tallulah Brockman die op haar beurt vernoemd werd naar Tallulah Falls, Georgia. Omdat haar moeder minder dan een maand na haar geboorte stierf, speelde haar grootmoeder een belangrijke rol in haar opvoeding. Tallulah werd gedoopt naast de kist waarin haar moeder opgebaard lag. Zowel haar grootmoeder van moeders zijde als haar moeder ondergingen hetzelfde lot. Bankhead beschouwde haar grootmoeder als haar moeder. Doch haar tante, Marie Bankhead (1869 – 1958), speelde eveneens een rol in haar opvoeding; zij was meer dan 30 jaar directeur van de Alabama Department of Archives and History en schreef meerdere boeken over de geschiedenis van Alabama.

## Carrière

### New York
In 1917 trok een foto in het tijdschrift Pictureplay de aandacht van de manager van The Famous Players Film Company. Tallulah was toen 15 jaar. De foto was echter niet zomaar in het tijdschrift verschenen; er was een schoonheidscompetitie uitgeschreven en Tallulah stuurde haar foto in, maar vergat haar adres te vermelden. Ze ontdekte zelf dat haar foto was afgedrukt toen ze een flesje Coca Cola ging halen en een nieuwe editie van het tijdschrift doorbladerde. Op de laatste pagina stond haar eigen foto afgedrukt en eronder stond: Who is she? Voordat haar vader contact met Pictureplay opnam, hadden 50 andere ouders dat ook al gedaan. Het was haar opa die de kosten voor haar verblijf in New York voor zijn rekening nam en tante Louise ging mee als chaperonne. Bij toeval verbleven zij in het Algonquin Hotel wat destijds de uitvalplaats was voor artiesten en kunstenaars. In 1918 tekende ze een samenwerkingsovereenkomst met Shubert, dit leverde haar haar eerste rol op in het toneelstuk ‘The Squab Farm’ dat opgevoerd werd in Atlantic City. Het toneelstuk was een satire op de filmwereld in Californië. In hetzelfde jaar was Bankhead te zien in de stille film When Men Betray en in de film Thirty a Week. In december 1918 was ze aanwezig bij een benefiet bal ten goede van Children’s Country Home. De Washington Evening Star (later: The Washington Star) beschreef in de editie van 26 december wat zij droeg: "nachtblauwe tule met blauwe pailletten over gouden stof met een lijfje van gouden stof van brokaat, gesluierd met tule en een enkele Amerikaanse schoonheid roos aan haar riem." Op 17-jarige leeftijd speelde ze de vrouwelijke hoofdrol in het toneelstuk 39 East dat werd opgevoerd in Maxine Elliot’s Theatre op Broadway in Manhattan. Zij verving Constance Binney. Bankhead beschouwde dit zelf als haar eerste toneelstuk. Haar vader en haar opa waren aanwezig bij de eerste uitvoering. In 1921 speelde ze in Nice People, het toneelstuk werd opgevoerd in Klaw Theater dat datzelfde jaar in gebruik werd genomen. In mei 1922 stierf haar grootmoeder op de leeftijd van 77 jaar. In september was de première van The Exciters, voorlopig zou dit haar laatste Amerikaanse productie zijn. Het toneelstuk werd in 1923 verfilmd zonder Bankhead. Tijdens haar periode in New York startte ook haar verhouding met de Britse aristocraat Napier Sturt.

### Londen
In 1923 besloot Bankhead dat ze in New York ‘gewoon de zoveelste actrice is’ en zij vertrok naar Londen waar ze acht jaar zou blijven om te spelen in 18 toneelstukken. Over deze beslissing zei ze later dat ze soms een beetje helderziend was. Hoewel er geen baangarantie was, de rol die zij op het oog had was reeds vervuld, besloot ze om toch naar Londen te gaan. Ze werd daarbij vergezeld door een tante. Haar instinct bleek te kloppen, ze kreeg een rol aangeboden in het toneelstuk The Dancers. Het publiek sloot haar meteen in het hart. Ze verdiende ongeveer 250 pond per week, later verzesvoudigde dit. Hierover zei ze zelf dat het haar niet lukte te sparen, omdat de belastingen zo hoog waren. Naar eigen zeggen waren haar meest kostbare bezittingen twee schilderijen van de hand van Augustus John; op een ervan staat zij zelf afgebeeld. 

Augustus John en Tallulah bij haar portret

In Londen kocht ze een garage in de wijk Mayfair vlak bij het park Berkeley Square welke ze liet verbouwen tot een vrijstaande bungalow met twee verdiepingen, het was gevestigd aan de Farm Street 1. Ze nam diverse mensen in dienst; John (butler), Mrs. Lock (secretaresse), Edith ( dienstmeisje), Mary (kokkin) en Fenn (chauffeur). Ze maakte  onderdeel uit van de Londense literaire society, ze was een graag geziene gast bij de Somerset-Maugham’s. Mevrouw Somerset organiseerde ‘literaire cocktails’. Bankhead’s populariteit was groot. Ze was vooral populair onder jonge vrouwen die zich met haar identificeerden. Tallulah werd gezien als de belichaming van een jonge, mooie, succesvolle vrouw die haar eigen broek op kon houden. Haar kledingstijl werd gekopieerd, net als de stofbril van haar hond Napoleon. Haar populariteit was zo hevig dat de politie er regelmatig aan te pas moest komen om een cordon te vormen waardoor zij van het toneel weg kon komen. Een krant schrijft hierover: Tallulah is het matinee idool, waar dat voorheen acteurs waren staan vrouwen nu in de rij om een glimp van Tallulah op te vangen. Zelfs Prins Charles zou haar tot zijn favoriete actrices hebben gerekend. Ook trad ze met een klein gezelschap op voor de Duchess of York. Winston Churchill kwam vijf keer bij haar kijken. Tijdens een van deze voorstellingen schopte Tallulah haar schoen uit, deze kwam terecht in de loge van Churchill die hem terstond teruggooide. Naar eigen zeggen heeft ze de schoen nooit meer gedragen. In 1926 verscheen er in de kranten dat het gerucht ging dat Bankhead omgang had met de Roemeense prins Nicholas. In 1928 meldde Bankhead dat ze verloofd was met de Italiaanse graaf Antony de Bosdari. De verloving werd verbroken in mei 1929. De Bosdari trouwde nog diezelfde maand met een Engelse socialite. Terwijl ze in een restaurant dineerde met vrienden liep een onbekende vrouw op haar af, nam haar hoed af en sloeg haar. Bankhead besluit het incident niet te rapporteren. Over haar populariteit in Londen zei ze: "Wellicht komt het omdat ik Amerikaanse ben, een beetje anders. Het Engelse publiek is toleranter en vriendelijker dan Amerikaans publiek, ze zijn geïnteresseerd in je welzijn en als ze je aardig vinden dan zit je geramd." In hetzelfde interview – dat werd gepubliceerd op 2 mei 1930 -  zei ze dat ze zich niet terug zag verhuizen naar de Verenigde Staten, omdat ze een leven had opgebouwd in Londen: "Dit is mijn thuis." Ze zag zichzelf echter wel voor korte tijd terugkeren om een ‘talkie’ te maken. Het jaar erop keerde ze echter voorgoed terug naar Amerika. Op 2 maart 2002 berichtte BBC News dat er een officieel MI5 onderzoek naar Bankhead plaatsvond, mogelijk op laste van een Britse minister. Aanleiding van het onderzoek waren geruchten dat Bankhead leerlingen van Eton corrumpeerde. Er was echter geen bewijs. In het dossier werd  melding gemaakt van de volgende zaken: Bankhead voerde onfatsoenlijke handelingen uit met minderjarige jongens van Eton College, zij was een lesbienne die ook promiscue was met mannen, zij werd door haar vader uit huis gezet wegens immoreel gedrag en zij bewoog zich in een sociale kring die een centrum van ondeugd was. In het dossier was geen aannemelijk bewijs dat zij abnormale seksuele neigingen had en er was geen reden om haar het land uit te zetten. Het rapport zou opgemaakt zijn ten tijde van Bankheads’ 32e levensjaar. Zij keerde echter terug naar de Verenigde Staten toen zij 29 was.

### Hollywood
Na 8 jaar Londen tekende Bankhead een contract met Paramount en in 1931 keerde ze terug naar de Verenigde Staten waar de stille film plaats had gemaakt voor de zogenaamde talkies, de gesproken film. Vanaf 2 mei 1931 werd haar eerste film vertoond in de theaters; Tarnished Lady. Haar tegenspeler was Clive Brooks. Het verhaal werd geschreven door Donald Ogden Stewart. De film werd redelijk ontvangen; de heersende opinie was dat Tallulah een goede rol neerzette maar dat de film zelf haar debuut onwaardig was. Bovendien kwam de wijze van filmen niet ten goede van haar uiterlijke voorkomen. Haar tweede film, My Sin, was meer flatteus volgens critici. Na het bekijken van deze twee films, weigerde Tallulah haar derde film The Cheat te kijken, omdat ze vond dat haar verschijning haar geen recht deed. 
Haar meest beroemde tegenspelers waren Gary Cooper en Cary Grant met wie ze speelde in Devil And The Deep (1932). 

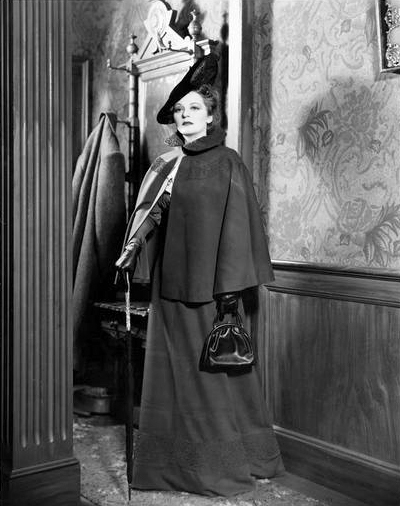
Tallulah met cape, jabout en een verstopte pompadour

### Broadway
Op 1 december 1932 kondigde Bankhead aan dat ze vooralsnog stopte met het maken van films en terugkeerde naar het toneel. In januari 1933 stond ze na 10 jaar weer op Broadway, dit keer in een comedy: Foresakers. De geschiedenis herhaalde zich ook op een andere manier: het publiek sloot haar in de armen en net als in Londen waren het in New York de jonge vrouwen die samendrongen om haar te ontmoeten en een voorbeeld namen aan haar kledingstijl. Garbo was passé en nu was het Tallulah of ‘Talloo’. De filmstudio’s namen weer contact met haar op en er werden bedragen tot wel $ 6000 per week geboden, maar het zou tot 1944 duren voordat ze weer films ging maken. Ondanks haar populariteit, had Bankhead geen sterallures. In reactie op een onaardig artikel door een recensent (Percy Hammond) schreef ze hem een alleraardigste brief waarin ze hem haar keuzes en gedrag toelichtte. In 1934 speelde Bankhead in het toneelstuk Dark Victory, alle kleding die zij in deze voorstelling droeg was ontworpen door Elsa Schiaparelli.  In december 1934 speelde zij de hoofdrol in het toneelstuk ‘Let Us Be Gay’ dat zij eerder in Londen opvoerde, het toneelstuk werd echter uitgevoerd en uitgezonden via de radio. In 1938 kwam de wens van haar vader uit toen hij eindelijk een rol accepteerde; samen met zijn dochter speelde hij in een theater in Birmingham en het stuk werd op 10 augustus op nationale radio uitgezonden. In 1941 vroegen stylisten zich af wat de invloed van Bankhead was op het modebeeld waarin de pompadour (een volumineus opgestoken kapsel), de jabot en de cape weer populair werden. Het was dit soort kleding dat zij droeg ten tijde van het toneelstuk The Little Foxes. Wellicht geïnspireerd op de literaire cocktailavonden bij Somerset-Maugham, organiseerde zij etentjes voor vrienden bij haar thuis. In haar vrije tijd keek ze graag films, ze danste en schilderde. Zij was graag in het gezelschap van haar hond, een witte Pekinees); Max.

### Meest succesvolle film
In 1944 ging de door Alfred Hitchcock geregisseerde film Lifeboat in première. Bankhead speelde hierin de hoofdrol samen met William Bendix, Walter Slezak, Mary Anderson, Heather Angel, Henry Hull en John Hodiak. Tijdens de 10e New York Film Critics Circle Awards, aangekondigd op 27 december 1944, won zij de New York Film Critics Circle Award in de categorie ‘Beste Actrice’.

### Autobiografie
In 1952 verscheen de autobiografie: Tallulah: My Autobiography. Het boek stond gedurende 26 weken boven aan de bestsellerlijst. Het beschrijft hoe zij opgroeide, haar passie voor het toneel en het staat vol met grappige anekdotes over haar leven in Londen, New York en Hollywood.

### Televisie
Tussen 1953 en 1967 werkte Bankhead mee aan diverse televisieseries, als graag geziene gast in "The United States Steelhour", maar ook als actrice.

## Gezondheid
In oktober 1919 werd ze opgenomen in het ziekenhuis wegens een blindedarmontsteking.
Tijdens de voorbereidingen op het toneelstuk Jezebel in augustus 1933 kreeg zij hevige buikpijn. Op 15 september moest zij haar rol in Jezebel opgeven voor een ziekenhuisopname. Zij verliet het ziekenhuis pas op 21 december 1933 en herstelde verder in het huis van haar vader. Achteraf bleek dat zij een hysterectomie had moeten ondergaan vanwege een geslachtsziekte. Op 19 november 1941 werd ze opgenomen in een ziekenhuis in Philadelphia, omdat ze ‘ingestort’ was ten gevolge van influenza. Het toneelstuk Clash by Night werd noodgedwongen stil gelegd. Op 11 februari 1958 belde een anonieme persoon met de politie met de vraag of Tallulah Bankhead vermoord was. Ze werd per ambulance naar het Lenox Hill ziekenhuis vervoerd van waaruit ze dezelfde dag nog de pers te woord stond: "Ik wilde de geruchten dat ik vermoord zou zijn de kop indrukken. Ik heb mogelijk een nier-infectie en ben bang dat mijn longontsteking die mij de vorige herfst teisterde terugkeert." Misschien leek ze op haar vader die in januari 1935 werd opgenomen in het ziekenhuis: "Papa zorgt gewoon niet goed voor zichzelf. Hij werkt te hard. Maar het komt allemaal weer goed met hem."

## Huwelijk
"Sometimes when I’m low in the mind, I think I’ll end it all by getting married".
Op 31 augustus 1937 trouwde ze met acteur John Emery. Het huwelijk werd gesloten te Jasper (Alabama), in het huis van haar vader. Nog geen twee maanden na de trouwdag stond het paar samen op het toneel als Caesar en Cleopatra in het toneelstuk Antony and Cleopatra. Het echtpaar was ook samen te zien in het toneelstuk The Circle, waarin ze een echtpaar speelden. Op 7 maart 1941 kondigde Bankhead aan dat ze samen hadden besloten om te scheiden; er was niemand anders in het spel en de reden voor de scheiding werd gezocht in de drukke werkschema’s. Op 13 juni 1941 was de scheiding een feit. Na de scheiding bleven zij bevriend. 

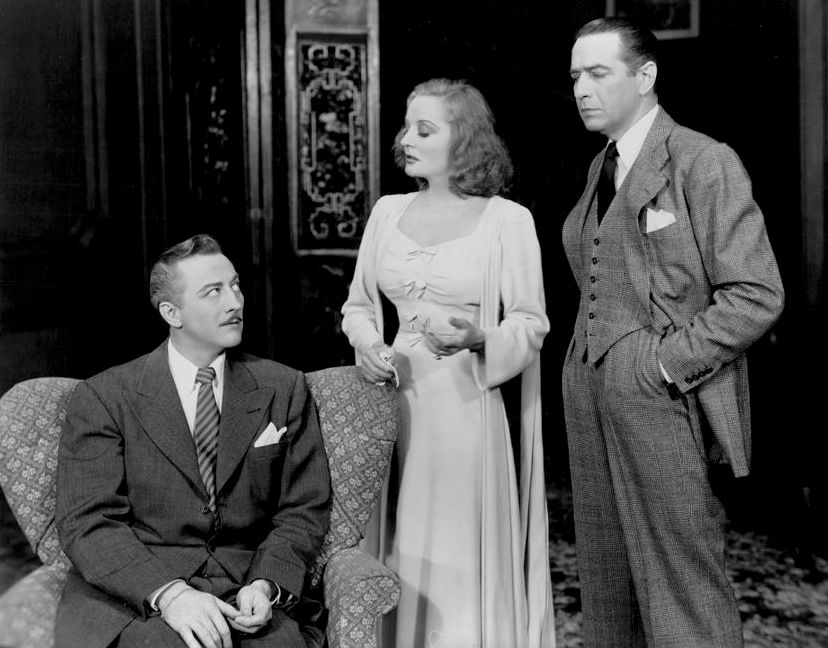
Tallulah, haar (ex-)man John Emery en Donald Cook

## Overlijden
Tallulah Bankhead stierf op 66-jarige leeftijd in St. Lukes Hospital, Mount Sinai Morningside in de wijk Morningside Heights te Manhattan, aan de gevolgen van een dubbele  longontsteking. Haar laatste woorden waren: "Codeine" en "Bourbon". De besloten begrafenis vond plaats bij de St. Paul’s Episcopal Church te Kent County (Maryland). Op 16 december 1968 werd een herdenkingsdienst gehouden in St. Bartholomew’s Episcopal Church te New York. Ze werd begraven op Saint Paul’s Churchyard nabij Chestertown (Maryland).

## Filmografie
- Thirty a Week (1918)
- When Men Betray (1918)
- Who Loved Him Best? (1918)
- I The Trap (1919)
- His House in Order (1928)
- The Cheat (1931)
- My Sin (1931)
- Tarnished Lady (1931)
- Faithless (1932)
- Devil and the Deep (1932)
- Thunder Below (1932)
- Lifeboat (1944)
- A Royal Scandal (1945)
- Fanatic (1965)
- The Daydreamer (1966)

## Televisieseries
- Four Star Revue (1953)
- The United States Steel Hour (1954-1962)
- General Electric Theater (1957)
- Schlitz Playhouse of Stars (1957)
- The Red Skelton Show (1965)
- Batman (1967)